# مزمار إفرنجي

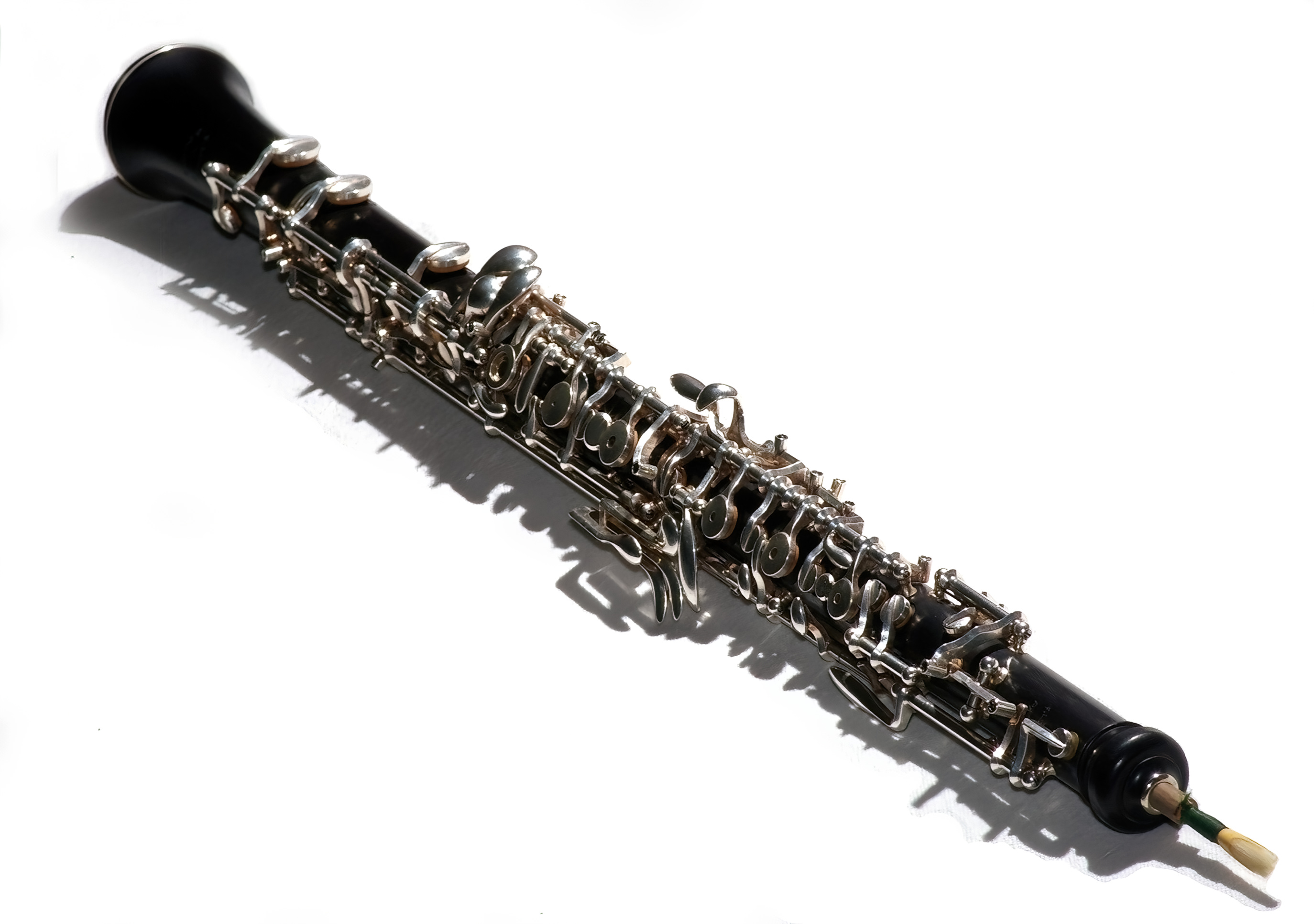
أوبوا

المزمار أو الشبَّابة أو الزمَّارة أو الأبْو أو الأُوبو أو الأوبوا من أهم آلات الخشبية النفخية ذات الريشة المزدوجة.
تصنع غالبا من الخشب ولكن من الممكن أن تصنع من مواد صناعية أخرى مثل البلاستيك.
تتميز الآلة بصوتها النقي المليئ بالشجن.
تستخدم الآلة في العزف المنفرد أو في الاوركسترا.